# IC 2986
IC 2986 је спирална галаксија у сазвјежђу Велики медвјед која се налази на листи објеката дубоког неба у Индекс каталогу.
Деклинација објекта је + 30° 50' 42" а ректасцензија 11h 59m 49,5s. Привидна величина (магнитуда) објекта IC 2986 износи 13,9 а фотографска магнитуда 14,9. IC 2986 је још познат и под ознакама MCG 5-28-72, CGCG 157-79, NPM1G +31.0231, PGC 37795.